# Pivot Animator

Przykładowa animacja wykonana w Pivocie

Pivot Animator (dawniej Pivot Stickfigure Animator) – prosty program graficzny do tworzenia animacji 2D używając tzw. „patyczaków” (ang. stick figures) lub (od wersji 3 beta) sprite'ów. Program początkowo nie posiadał funkcji tweeningu, zatem animacja powstawała z sekwencji klatek, które autor tworzył jedna po drugiej.
Animator korzysta z wektorowych figur (obiektów), które są wyposażone w uchwyty (węzły) i które można zarówno zaimportować, jak i utworzyć we wbudowanym edytorze figur.
Popularność Pivota na świecie przypisuje się w dużej mierze animacjom publikowanym w serwisie YouTube, które zwykle obejmują tematykę walki lub komedii.

## Możliwości
Początkowo w założeniu autora, Pivot miał być bardzo prostym programem do tworzenia animacji z użyciem patyczakowych ludzików. Łatwość obsługi przyciągnęła wielu twórców, którzy wykroczyli poza animowanie prostych ludzików. Doświadczony i uzbrojony w cierpliwość animator jest w stanie stworzyć animację zawierającą spektakularne efekty specjalne, iluzję 3D, liczne cząsteczki oraz szczegółowe elementy otoczenia i postacie.

## Historia rozwoju

### Pierwsza wersja
Pomysł na stworzenie Pivota ma swoje początki w roku 2003, kiedy twórca programu – Peter Bone – postanowił usprawnić nużący proces rysowania animacji komputerowych klatka po klatce. W pierwszej wersji można było korzystać tylko z jednej, standardowej figury. 

### Pivot 2.x
W wersji 2.2 usunięto limit korzystania tylko ze standardowego ludzika oraz wprowadzono edytor figur, który pozwalał każdemu twórcy projektować własne figury i zapisywać je w formacie STK. Wersja 2.2.5 była przez długi czas uznawana za najlepszą[kto?]. Instalowana była za pomocą Windows Installer. Pojawiła się w niej również możliwość załadowania do animacji tła w formacie JPEG. W wersjach 2.2.6 i 2.2.7 skupiono się tylko na poprawieniu błędów.

### Pivot 3.1 beta
Wersja 3.1 beta miała być udostępniona tylko dla członków grupy MSN – Pivot Animation – w celu testowania, lecz wyciekła i stała się dostępna dla wszystkich. W wersji tej poprawiono wygląd interfejsu, lecz największą nowością była możliwość zaimportowania dowolnego obrazka i używania go poprzez sprite'a. Wersja 3.1 beta posiadała dużo błędów, a pliki projektowe PIV nie były kompatybilne z innymi wersjami Pivota.

### Pivot 4.x
Pierwsze wzmianki o pracach nad Pivot 4 pojawiły się w sierpniu 2012, a 2 stycznia 2013 wypuszczono pierwszą wersję testową. Czwarta wersja Pivota nadeszła z długą listą nowych funkcji oraz poprawek. Najważniejsze z nich to: eksport animacji do AVI; ulepszony eksport do GIF; usprawnienie obsługi programu, np. zaznaczanie wielu figur jednocześnie, kopiowanie wielu klatek; dodatkowe operacje na figurach, np. ustawianie przezroczystości, rozciąganie segmentów z poziomu okna głównego; wyświetlanie kalk większej ilości poprzednich klatek; łączenie osobnych figur. Instalator tej wersji korzysta z silnika pobierania, który może instalować wirusy, a ESET wykrywa go jako potencjalnie niepożądaną aplikację (Win32/InstallCore.ACY.gen).

### Pivot 5.x
Wersja 5.2.5 programu ukazała się 25 stycznia 2024 roku . 

## Społeczność

### Historia
Społeczność twórców pivotowych animacji ma swoje początki w sierpniu 2004, gdy twórca programu założył na MSN Groups grupę o nazwie Pivot Animation, która działała przez miesiąc. W październiku tego samego roku powstał portal DarkDemon. Pół roku później reaktywowano grupę z MSN, gdzie Peter Bone udostępnił do testów Pivota 3.1 beta. Następnie aktywność twórcy programu zanikała. Wskutek tego w lecie 2007 Ken (znany też jako stykzman) zaczął rozwijać program Stykz, który był ulepszoną kopią Pivota. Opierająca się w dużej mierze o fanów Pivota społeczność zgromadzona wokół nowego programu rosła, a w roku 2010 została włączona do DarkDemona. W 2012 r. Bone powrócił do prac nad Pivotem i zapowiedział wydanie czwartej wersji. Bone założył wówczas oficjalną stronę internetową, oficjalną stronę na Facebooku, a także stał się bardzo aktywny na YouTube i w sieciach społecznościowych, co pozytywnie wpłynęło na popularność Pivota.

### Społeczność dziś
Dziś dwa wiodące fora w języku angielskim to TheDarkDemon (dawniej Animator.net, a początkowo DarkDemon) oraz Pivot Animation. Oprócz nich program cieszy się popularnością na forach w językach: portugalskim, rosyjskim, tureckim, a także polskim.
Użytkownicy forów wspierają się wzajemnie dostarczając sobie konstruktywnej krytyki oraz tworząc różnego rodzaju poradniki. Współpraca przejawia się również w formach tworzenia wspólnych animacji: tzw. collabach (gdy każdy uczestnik tworzy osobną animację na określony temat) oraz jointach (gdy wszyscy uczestnicy tworzą jedną animację w jednym pliku projektowym). W Polsce sprawdza się również metoda zbliżona do produkcji kreskówek, która polega na opracowaniu scenorysu i przypisaniu animatorów do prac nad realizacją poszczególnych scen.